# امیل فیسو
امیل فیسو (فرانسوی: Émile Fisseux‎; ۱۵ فوریهٔ ۱۸۶۸ – تاریخ ورودی نامعتبر است) کماندار اهل فرانسه بود.